# Tela de carbó
La tela de carbó és un tros de tela feta de fibres vegetals (com ara lli, cotó o jute) que s'ha convertit mitjançant un procés de piròlisi en un combustible d'ignició lenta, amb una molt baixa temperatura d'ignició. La tela de carbó s'inflama fins i tot amb l'espurna més petita.

## Procès
El procés s'engega encenent un tros de tela de carbó amb tan sols una espurna que immediatament, tot bufant amb molta cura, s'utilitza per a encendre un manat d'esca que permetrà d'encendre un foc més gros.